# Claudio Jara
Claudio Miguel Jara Granados (Heredia, 1959. május 6. – ) Costa Rica-i válogatott labdarúgó. 

## Pályafutása

### Klubcsapatban
1982 és 1992 között a Herediano játékosa volt, melynek tagjaként két (1985, 1987) bajnoki címet szerzett. 1992 és 1994 között az Alajuelense csapatában játszott. Később szerepelt még a kolumbiai Bucaramanga (1994), a Herediano (1994–95), a salvadori Alianza (1995), a Guanacasteca (1995–96) és a Carmelita (1996) együttesében.

### A válogatottban
1983 és 1994 között 46 alkalommal szerepelt az Costa Rica-i válogatottban és 11 gólt szerzett. Részt vett az 1990-es világbajnokságon, ahol a Skócia, a Brazília, és a Svédország elleni csoportmérkőzésen, illetve a Csehszlovákia elleni nyolcaddöntőben is kezdőként lépett pályára. Tagja volt az 1991-es UNCAF-nemzetek kupáján győztes válogatott keretének és részt vett az 1991-es CONCACAF-aranykupán is.

## Sikerei, díjai
CS Herediano
- Costa Rica-i bajnok (2): 1985, 1987

Costa Rica
- UNCAF-nemzetek kupája győztes (1): 1991